# De vijand van de vijand
De vijand van de vijand is een spionageroman uit 1989 van de Zweedse auteur Jan Guillou en het vierde deel in de reeks Coq Rouge met als hoofdpersonage geheim agent Carl Hamilton.

## Inhoud
Een naar het Verenigd Koninkrijk overgelopen KGB-officier beweert dat er meerdere Sovjetmollen binnen de West-Europese inlichtingendiensten actief zijn. Een van die Russische agenten zou Carl Hamilton zijn. Hamilton wordt hierover grondig ondervraagd en zijn appartement in Stockholm volledig vernield.
DG, die Hamilton heeft gerekruteerd, vertrekt naar de Verenigde Staten om Ake Stålhandske en Joar Lund Wall te verhoren over operatie Big Red.
Er heerst twijfel of deze operatie met het doel de onderzeese Russische bases uit de kust van Stockholm te vernietigen wel is uitgevoerd.
Hamilton is naar het buitenland gezonden door het Ministerie van Buitenlandse Zaken om te onderhandelen over een gijzeling. De gijzeling vindt plaats in Libanon waar Hamilton samenwerkt met Jihaz als-Rased, de veiligheidsdienst van de PLO. De officier waarmee hij samenwerkt is Mouna Husseini, en waarmee hij in het verleden al twee maal eerder heeft samengewerkt. Wanneer de onderhandelingen met de gijzelnemers worden afgebroken gaan Hamilton en Mouna over tot een gewelddadige bevrijdingsactie van de Zweedse gijzelaars.
DG heeft uiteindelijk achterhaald dat de operatie Big Red daadwerkelijk heeft plaatsgevonden en dat Hamilton niet voor een Russische spion kan worden gehouden.
Wanneer Carl terugkeert uit Libanon hebben ze een nieuwe opdracht voor hem, ditmaal een verdedigingsactie. Een Russische agent is ontsnapt uit de gevangenis in Zweden en naar de Sovjet-Unie gevlucht en op straat gezien in Moskou.
Hamilton gaat naar Moskou om deze persoon te vermoorden. Hamilton voert voor de Russische KGB een toneelstuk op waardoor de indruk wordt gewekt dat Hamilton naar Moskou is verbannen omdat hij niet vertrouwd wordt. Hij lijkt zeer ongelukkig met deze situatie. Hij stelt vragen bij de Russen en doodt uiteindelijk de Zweedse burger waarvoor hij naar Moskou was gezonden.

## Miniserie
Van de roman is in 1990 verfilmd als miniserie onder de titel Fiendens fiende met in de hoofdrol Peter Haber.